# Edoardo Sanguineti
Edoardo Sanguineti (n. 9 decembrie 1930, Genova, Italia – d. 18 mai 2010, Genova, Italia) a fost un poet, scriitor și profesor universitar italian. Este considerat unul dintre cei mai importanți autori italieni din a doua jumătate a secolului al XX-lea.

## Biografie
Genovez de origine, în anii '60 Edoardo Sanguineti a fost un lider al mișcării Gruppo 63, un curent literar italian de avangardă fondat în 1963 și din care făceau parte, printre alții, Umberto Eco, Nanni Balestrini, Antonio Porta, Elio Pagliarani, Amelia Rosselli, Sebastiano Vassalli etc.
A fost, de asemenea, un traducător apreciat în limba italiană al operelor lui Shakespeare, Molière, James Joyce, Bertolt Brecht și al unor autori antici greci si latini.
Din 1979 până în 1983, Edoardo Sanguineti a fost membru al Camerei Deputaților din Parlamentul Italian. El a fost ales ca independent pe lista Partidului Comunist Italian.
Edoardo Sanguineti era ateu.
A murit pe 18 mai 2010 la Spitalul Vila Scassi din Genova, unde fusese internat pentru o operație chirurgicală de urgență din cauza unui anevrism abdominal.

## Lucrări publicate
- Capriccio italiano, Feltrinelli, Milano, 1963
- Il Giuoco dell ' Oca, Feltrinelli, Milano, 1967
- Laborintus, Magenta, Varese, 1956
- Opus metricum, Iha e Paolazzi, Milano, 1960 (conține Laborintus și Erotopaegnia)
- Triperuno, Feltrinelli, Milano, 1964 (conține Opus metricum și Purgatoriul de l'Inferno)
- Natural Stories # 1 (Drama Series 16), Guernica, Toronto, 1998. Traducere din: Storie Naturali #1, Feltrinelli, Milano, 1971.
- Re-spira (Respira), poem pentru Antonio Papasso, 1983, MoMA, New York
- Il colore è mio - Antonio Papasso - Retrospettiva 1999, Palazzo Comunale di Bracciano.
- Il Sonetto del foglio Volante, poem pentru Antonio Papasso, 2006 - Italian Air Force Museum, Vigna di Valle

## Traduceri
- J. Joyce, Poesie, Mondadori, Milano, 1961